# Championnat d'Espagne de football 1997-1998
Navigation
Championnat d'Espagne 1996-97 Championnat d'Espagne 1998-99
La saison 1997-1998 est la 67e édition du Championnat d'Espagne de football. Elle oppose les vingt meilleurs clubs d'Espagne en une série de trente-huit journées.
La compétition est remportée par le FC Barcelone. Il devance de neuf points l'Athletic Bilbao. Il s'agit de son quinzième titre de champion d'Espagne.
Grâce à leur titre, le FC Barcelone se qualifie pour la phase de groupes de la Ligue des champions en tant que champion d'Espagne, tout comme le Real Madrid en tant que tenant du titre et l'Athletic Bilbao, se qualifie pour le deuxième tour de qualification. Le RCD Majorque, en tant que finaliste de la Coupe d'Espagne se qualifie pour la Coupe d'Europe des vainqueurs de coupe. La Real Sociedad, le Celta de Vigo, l'Atlético de Madrid et le Real Betis se qualifient pour le premier tour de la Coupe UEFA. Tandis que le Valence CF et l'Espanyol de Barcelone se qualifient respectivement pour le troisième et deuxième tour de la Coupe Intertoto.
Les deux derniers du classement, le CP Mérida et le Sporting de Gijón sont relégués en Segunda División et sont remplacés par les deux premiers de Segunda División, à savoir, le Deportivo Alavés et le CF Extremadura. Alors que les équipes terminant à la dix-septième et dix-huitième place disputent des barrages en match aller-retour contre respectivement le quatrième et troisième de Segunda pour tenter de se maintenir dans l'élite.

## Classement
| Rang | Équipe                | Pts | J  | G  | N  | P  | Bp | Bc | Diff |
| ---- | --------------------- | --- | -- | -- | -- | -- | -- | -- | ---- |
| 1    | FC Barcelone C        | 74  | 38 | 23 | 5  | 10 | 78 | 56 | +22  |
| 2    | Athletic Bilbao       | 65  | 38 | 17 | 14 | 7  | 52 | 42 | +10  |
| 3    | Real Sociedad         | 63  | 38 | 16 | 15 | 7  | 60 | 37 | +23  |
| 4    | Real Madrid T S C1    | 63  | 38 | 17 | 12 | 9  | 63 | 45 | +18  |
| 5    | RCD Majorque P        | 60  | 38 | 16 | 12 | 10 | 55 | 39 | +16  |
| 6    | Celta de Vigo         | 60  | 38 | 17 | 9  | 12 | 54 | 47 | +7   |
| 7    | Atlético de Madrid    | 60  | 38 | 16 | 12 | 10 | 79 | 56 | +23  |
| 8    | Real Betis            | 59  | 38 | 17 | 8  | 13 | 49 | 50 | -1   |
| 9    | Valence CF            | 55  | 38 | 16 | 7  | 15 | 58 | 52 | +6   |
| 10   | Espanyol de Barcelone | 53  | 38 | 12 | 17 | 9  | 44 | 31 | +13  |
| 11   | Real Valladolid       | 50  | 38 | 13 | 11 | 14 | 36 | 47 | -11  |
| 12   | Deportivo La Corogne  | 49  | 38 | 12 | 13 | 13 | 44 | 46 | -2   |
| 13   | Real Saragosse        | 48  | 38 | 12 | 12 | 14 | 45 | 53 | -8   |
| 14   | Racing de Santander   | 45  | 38 | 12 | 9  | 17 | 46 | 55 | -9   |
| 15   | UD Salamanque P       | 45  | 38 | 12 | 9  | 17 | 46 | 46 | 0    |
| 16   | CD Tenerife           | 45  | 38 | 11 | 12 | 15 | 44 | 57 | -13  |
| 17   | SD Compostelle        | 44  | 38 | 11 | 11 | 16 | 56 | 66 | -10  |
| 18   | Real Oviedo           | 40  | 38 | 9  | 13 | 16 | 36 | 51 | -15  |
| 19   | CP Mérida P           | 39  | 38 | 9  | 12 | 17 | 33 | 53 | -20  |
| 20   | Sporting de Gijón     | 13  | 38 | 2  | 7  | 29 | 31 | 80 | -49  |

Qualifications européennes
Ligue des champions 1998-1999
- 1er et C1 : phase de groupes
- 2e : troisième tour de qualification

Coupe des coupes 1998-1999
- Finaliste C : premier tour

Coupe UEFA 1998-1999
- 3e, 6e, 7e et 8e : premier tour

Coupe Intertoto 1998
- 9e : troisième tour
- 10e : deuxième tour

Relégation
- 17e et 18e : barrages de relégation
- 19e et 20e : relégation en Segunda División

Abréviations
- T : Tenant du titre
- C : Vainqueur de la Coupe du Roi 1997-1998
- S : Vainqueur de la Supercoupe d'Espagne 1997
- C1 : Vainqueur de la Ligue des champions 1997-1998
- P : Promus de Segunda División

### Barrages de relégation
| Équipe             | Aller | Total  | Retour | Équipe              |
| ------------------ | ----- | ------ | ------ | ------------------- |
| Villarreal CF (D2) | 0 – 0 | 1E – 1 | 1 – 1  | (D1) SD Compostelle |
| Real Oviedo (D1)   | 3 – 0 | 4 – 3  | 1 – 3  | (D2) UD Las Palmas  |

Légende des couleurs
- Maintien en première division.
- Promotion en première division.
- Maintien en deuxième division.
- Relégation en deuxième division.

| Match aller       | Villarreal CF (D2) | 0 – 0 | (D1) SD Compostelle | El Madrigal, Vila-real                                 |                                                        |
| 21 mai 1998 21h45 |                    |       |                     | Spectateurs : 9 000 Arbitrage : Víctor Esquinas Torres | Spectateurs : 9 000 Arbitrage : Víctor Esquinas Torres |
| 21 mai 1998 21h45 | Rapport            |       |                     | Spectateurs : 9 000 Arbitrage : Víctor Esquinas Torres | Spectateurs : 9 000 Arbitrage : Víctor Esquinas Torres |

| Match retour      | SD Compostelle (D1) | 1 – 1   | (D2) Villarreal CF | Estadio Municipal Verónica Boquete de San Lázaro, Saint-Jacques-de-Compostelle |                                                   |
| 24 mai 1998 21h45 | Chiba 57e           | (0 – 1) | 7e Alberto         | Spectateurs : 11 500 Arbitrage : Manuel Díaz Vega                              | Spectateurs : 11 500 Arbitrage : Manuel Díaz Vega |
| 24 mai 1998 21h45 | Rapport             |         |                    | Spectateurs : 11 500 Arbitrage : Manuel Díaz Vega                              | Spectateurs : 11 500 Arbitrage : Manuel Díaz Vega |

| Match aller       | Real Oviedo (D1)                     | 3 – 0   | (D2) UD Las Palmas | Stade Carlos-Tartiere, Oviedo                               |                                                             |
| 22 mai 1998 21h45 | Ania 9e (pen.) 27e · Dely Valdés 59e | (2 – 0) |                    | Spectateurs : 23 500 Arbitrage : Eduardo Iturralde González | Spectateurs : 23 500 Arbitrage : Eduardo Iturralde González |
| 22 mai 1998 21h45 | Rapport                              |         |                    | Spectateurs : 23 500 Arbitrage : Eduardo Iturralde González | Spectateurs : 23 500 Arbitrage : Eduardo Iturralde González |

| Match retour      | UD Las Palmas (D2)                  | 3 – 1   | (D1) Real Oviedo | Estadio Insular, Las Palmas de Grande Canarie        |                                                      |
| 25 mai 1998 22h00 | Gamboa 20e · Pico 65e · Paquito 66e | (1 – 1) | 29e (csc) Gamboa | Spectateurs : 21 000 Arbitrage : Antonio López Nieto | Spectateurs : 21 000 Arbitrage : Antonio López Nieto |
| 25 mai 1998 22h00 | Rapport                             |         |                  | Spectateurs : 21 000 Arbitrage : Antonio López Nieto | Spectateurs : 21 000 Arbitrage : Antonio López Nieto |

## Bilan de la saison
| Tableau d'Honneur                 |              |
| Compétition                       | Vainqueur    |
| Championnat d'Espagne de football | FC Barcelone |
| Coupe d'Espagne de football       | FC Barcelone |

| Promotions et relégations    |                                                |
| Relégués en Segunda División | SD Compostela CP Mérida Real Sporting de Gijón |
| Promus en Primera División   | Deportivo Alavés CF Extremadura Villarreal CF  |